# Pino del Río
Pino del Río – gmina w Hiszpanii, w prowincji Palencia, w Kastylii i León, o powierzchni 51,99 km². W 2011 roku gmina liczyła 209 mieszkańców.